# Angela Cardoso
Pour les articles homonymes, voir Cardoso.
Angela Cardoso, née le 9 avril 1979, est une joueuse angolaise de basket-ball.

## Palmarès
- Médaille d'argent aux Jeux africains de 2011
- Médaille de bronze aux Jeux africains de 2007